# Sukhumvit
Sukhumvit (ook wel gespeld Sukhumwit, Thai: ถนนสุขุมวิท, Thanon Sukhumvit, ook wel Thailand Route 3) is een van de belangrijke doorgaande wegen in Thailand. De weg loopt, onder zijn eigen naam; Thanon Sukhumvit; van Bangkok via de provincies Samut Prakan, Chachoengsao, Chonburi, Rayong, Chantaburi en Trat naar Cambodja. Hij eindigt bij de grensovergang in Amphoe Klong Yai.
Sukhumvit is vernoemd naar Phra Pisan Sukhumvit, de vijfde directeur van het departement voor hoofdwegen. De weg vormt samen met drie andere wegen de 4 belangrijkste verbindingsroutes in Thailand. De andere wegen zijn Thanon Phahonyothin (Route 1), Thanon Mittraphap (Route 2) en Thanon Phetkasem (Route 4).
Deze weg is in de 19e eeuw aangelegd om snel troepen te kunnen verplaatsen naar het oosten van Thailand. Op sommige plaatsen zijn later wegen aangelegd die de oorspronkelijke route aanzienlijk verkorten. Sukhumvit vormt samen met deze wegen de belangrijkste verbindingsweg van Bangkok naar de oostelijke kustprovincies van Thailand.
In alle dorpen en steden langs Sukhumvit zijn de kleine zijstraten genummerd. Zo kent Bangkok dus Sukhumvit soi 1, 3, 5 enz. aan de oneven kant en Sukhumvit soi 2, 4, 6, enz. aan de even kant. Maar ook in Pattaya komen zijstraten Sukhumvit soi 1, 3, 5 enz. voor. Dit kan soms tot een spraakverwarring leiden als men niet duidelijk vermeldt welke plaats wordt bedoeld.

## Sukhumvit in Bangkok
In Bangkok liggen aan de zijstraten met "lage" soinummers veel uitgaansgelegenheden, winkels, dure appartementen en veel grote hotels. Ook twee "beruchte" rosse buurten liggen hier: Nanaplaza aan Sukhumvit soi 4 (soi Nana Nua) tegenover het Nana hotel, en Soi Cowboy een zijstraat tussen Sukhumvit soi 21 (Asoke) en Sukhumvit soi 23.
In Bangkok is Sukhumvit een van de drukste hoofdwegen in de stad. Vaak zijn er gedurende de hele dag verkeersopstoppingen. Ook de Skytrain volgt een groot gedeelte van Sukhumvit in Bangkok. In 2004 eindigde/begon 1 skytrainroute bij Sukhumvit soi 77 (Onnut) en volgde vanaf daar Sukhumvit tot soi 0. In augustus 2006 is men begonnen met de verlenging van de skytrain tussen Sukhumvit soi 77 en Sukhumvit soi 107, de grenspaal met de provincie Samut Prakan. Hierbij worden regelmatig een of meerdere rijbanen afgezet, waardoor de verkeersopstoppingen nog groter zijn dan normaal. Verwacht wordt dat de bouwwerkzaamheden tot 2008 zullen duren.